# Condado de Warren (Carolina del Norte)
El condado de Warren (en inglés, Warren County), es un condado del estado de Carolina del Norte, Estados Unidos. Tiene una población estimada, a mediados de 2021, de 18 762 habitantes.
La sede del condado es Warrenton.

## Historia
El condado fue fundado en 1779 a partir de la mitad norte del condado de Bute. Su nombre es en homenaje a Joseph Warren, de Massachusetts, un médico y general en la Guerra Revolucionaria Americana, quien fue asesinado en la batalla de Bunker Hill.
En 1881, diversos territorios del condado de Warren, el condado de Franklin y el condado de Granville fueron fusionados para formar el condado de Vance.

## Geografía
Según la Oficina del Censo, el condado tiene un área total de 1150 km², de la cual 1110 km² son tierra y 40 km² están cubiertos de agua.

### Subdivisiones territoriales
El estado de Carolina del Norte no utiliza la herramienta de los townships como Gobiernos municipales.
El condado está organizado en doce subdivisiones exclusivamente geográficas:
- Fishing Creek Township
- Fork Township
- Hawtree Township
- Judkins Township
- Nutbush Township
- River Township
- Roanoke Township
- Sandy Creek Township
- Shocco Township
- Sixpound Township
- Smith Creek Township
- Warrenton Township.

### Condados adyacentes
- Condado de Brunswick (Virginia) - norte
- Condado de Northampton - noreste
- Condado de Halifax - este
- Condado de Franklin - sur
- Condado de Vance - oeste
- Condado de Mecklenburg (Virginia) - noroeste
- Condado de Nash - sureste

## Demografía

### Censo de 2020
Según el censo de 2020, en ese momento el condado tenía una población de 18 642 habitantes. La densidad de población era de 17 hab./km².
| Raza                   | Núm.   | Porc.  |
| ---------------------- | ------ | ------ |
| Afroamericanos         | 9114   | 48.89% |
| Blancos                | 7253   | 38.91% |
| Amerindios             | 978    | 5.25%  |
| Asiáticos              | 62     | 0.33%  |
| Isleños del Pacífico   | 4      | 0.02%  |
| Otras razas            | 509    | 2.73%  |
| De una mezcla de razas | 722    | 3.87%  |
| Total                  | 18 642 | 100%   |

Del total de la población, el 3.96% eran hispanos o latinos de cualquier raza.

### Censo de 2000
En el 2000, los ingresos promedia de los hogares del condado eran de $28 351 y los ingresos promedio de las familias eran de $33 602. Los ingresos per cápita para el condado eran de $14 716. Los hombres tenían ingresos per cápita por $26 928 frente a los $20 787 que percibían las mujeres. Alrededor del 19.40% de la población estaba bajo el umbral de pobreza nacional.

## Principales localidades

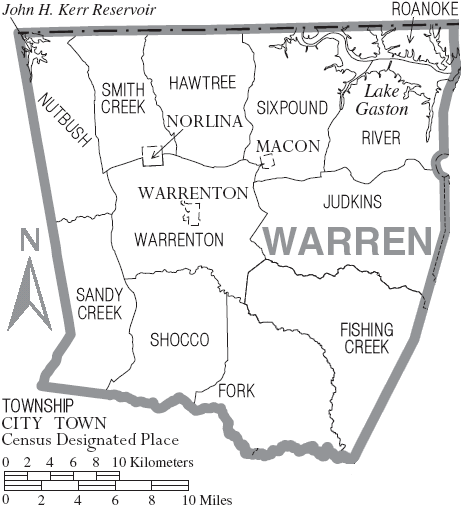
Mapa del condado de Warren con sus municipios y townships

### Ciudades y pueblos
- Macon
- Norlina
- Warrenton